# فتحعلی واشقانی
فتحعلی واشقانی فراهانی (زاده ۴ بهمن ۱۳۰۹ – درگذشته ۱۳ آبان ۱۳۹۱) خوشنویس صاحب‌نام معاصر در خط نستعلیق و اولین مدرس انجمن خوشنویسان ایران است.
فتحعلی واشقانی طی سال‌ها در کنار استادان دیگر جزو هیئت داوران انجمن خوشنویسان ایران در زمینه خط نستعلیق بوده‌است. وی همچنین به عنوان مربی و معلم خط نستعلیق در کلاس‌های انجمن خوشنویسان ایران از سال ۱۳۴۶ نیز فعالیت کرده‌است و از بنیانگذاران انجمن خوشنویسان استان مرکزی است که از بدو تأسیس تا کنون، این همکاری ادامه داشته‌است.
وی شاگرد استادان سیدحسین میرخانی و سیدحسن میرخانی است.
به یاد او امروزه بلواری در شهر اراک با نصب سردیس ایشان در ابتدای این بلوار و خیابانی در شهرفرمهین به نام استاد واشقانی نامگذاری شده است

## زندگی‌نامه

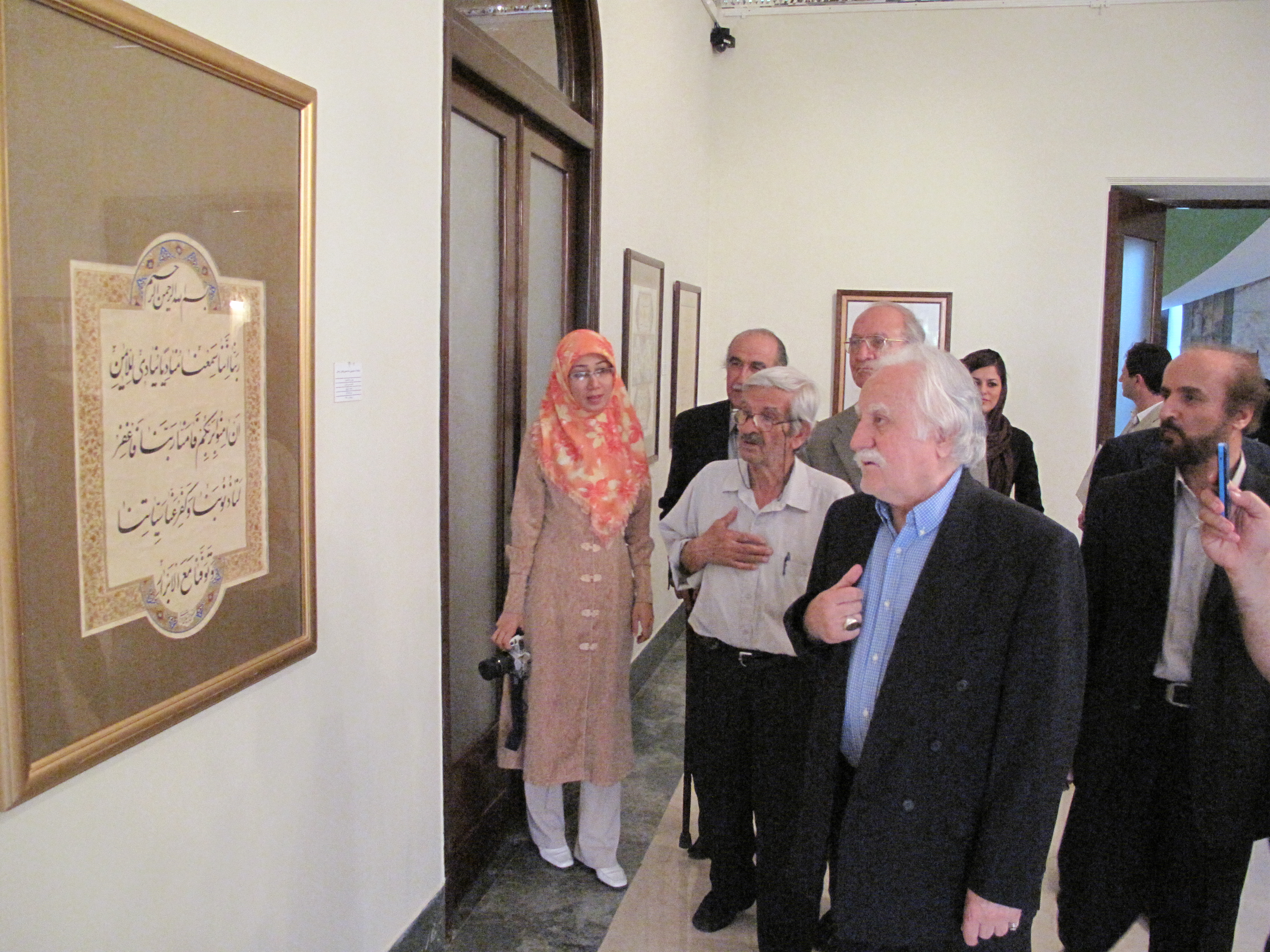
استاد واشقانی در کنار استاد محمود فرشچیان بازدید از نمایشگاه استاد واشقانی

فتحعلی واشقانی در سال ۱۳۰۹ در روستای واشقان از توابع فراهان استان مرکزی متولد شد. دراوان کودکی نخست به فراگیری قرآن و تحصیلات مکتبی و تمرین خوشنویسی پرداخت. اولین استادش در خط، میرزا ذبیح‌الله واشقانی بود که اولین سرمشق را بر لوح چوبی با عبارت «اول کارها به نام خدا» تعلیم کرد.
وی در سال ۱۳۳۵ به تهران مهاجرت کرد و در کلاس استادان بزرگی همچون سیدحسین و سیدحسن میرخانی شرکت نمود و مراحل رشد در خوشنویسی را طی کرد. انجمن خوشنویسان ایران در سال ۱۳۴۳ او را به عنوان اولین مدرس خود انتخاب نمود و بسیاری از شاگردان ایشان هم‌اکنون در انجمن خوشنویسان ایران به عنوان مدرس فعالیت می‌کنند. او در سال ۱۳۵۹ به تشخیص استادان سیدحسن و سیدحسین میرخانی، علی اکبر کاوه و ابراهیم بوذری به درجهٔ استادی رسید.
وی در سال ۱۳۶۷ به استناد آثار قلمی و نمایشگاه و فعالیت فرهنگی هنری که از وی به جا مانده بودگواهینامه درجه یک هنری که معادل مدرک دکتری است را از وزارت فرهنگ و ارشاد اسلامی دریافت کرد.
استاد ضمن برگزاری کلاس‌های آموزشی به تأسیس انجمن خوشنویسان در شهرهای اراک، فراهان، تفرش، آشتیان، ساوه، مامونیه، دلیجان، محلات، خمین، شازند، کمیجان، خنج، اوز، گراش، لار، لامر و بستک اهتمام ورزید.

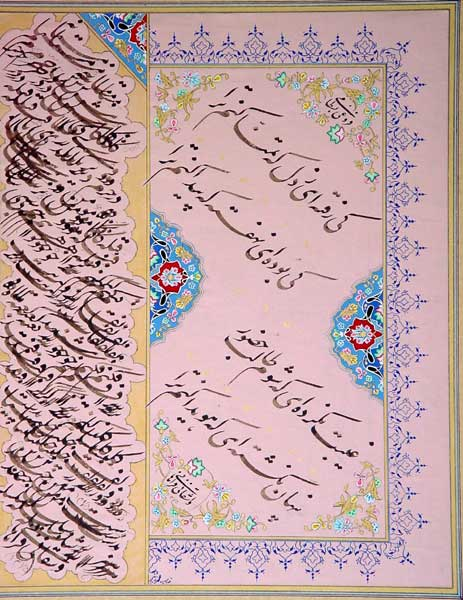
اثری از استاد فتحعلی واشقانی فراهانی

او در سال ۱۳۷۱ به‌عنوان نماینده ایران برای اشاعه هنر خوشنویسی به کشور یمن رفت و در سال ۱۳۷۵ نیز به همراه سایر استادان به کشور جمهوری آذربایجان سفر کرد. وی در سال ۱۳۷۵ از اکبر هاشمی رفسنجانی لوح تقدیر دریافت کرد.

## وفات
فتحعلی واشقانی فراهانی مدتها از بیماری سرطان ریه و سرطان مثانه رنج می‌برد و سرانجام در روز ۱۳ آبان ۱۳۹۱ ساعت ۱۷:۳۰ بر اثر پیشرفت بیماری سرطان در سن ۸۲ سالگی درگذشت.
پیکر وی در روز ۱۶ آبان در روستای واشقان به خاک سپرده شد.

## آثار
تاکنون کتاب‌های زیر به خط فتحعلی واشقانی به چاپ رسیده‌است:
- ترجمه قرآن مجید
- جلی قلم
- کلک مشکین
- آیت مهر
- دیوان حافظ
- مشق مشکین